# Спицинская волость

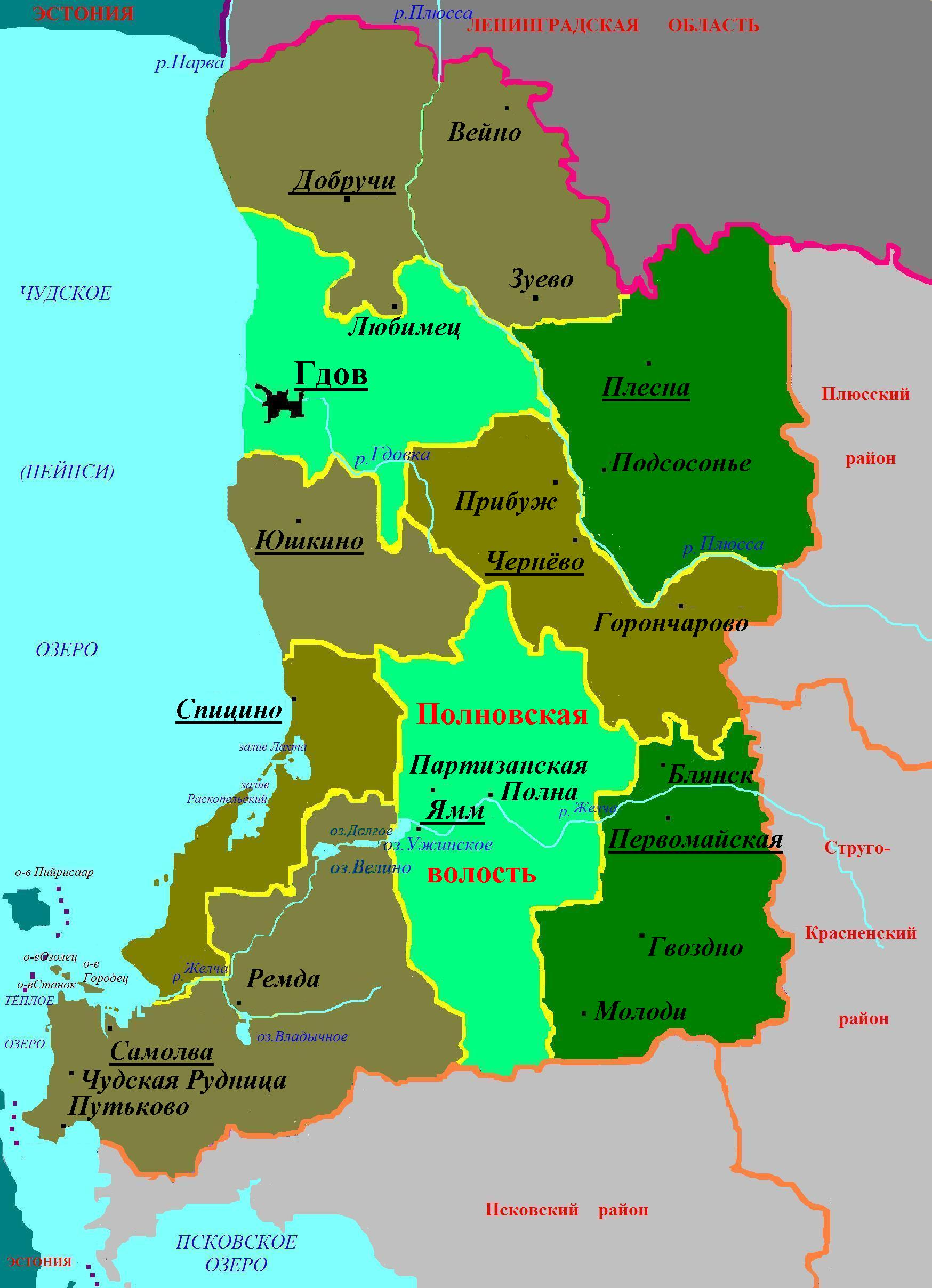
Административное деление Гдовского района в 2006-2015

Спицинская волость — административно-территориальная единица 3-го уровня и муниципальное образование со статусом сельского поселения в Гдовском районе Псковской области России.
Административный центр — деревня Спицино — находится в 30 км к югу от города Гдов, на берегу Чудского озера, на дороге Гдов—Ямм—Псков.

## География
Территория волости граничит на севере с Юшкинской волостью, на востоке — с Полновской волостью, на юго-востоке и юге — с Самолвовской волостью Гдовского района, на западе омывается водами Чудского озера и по воде граничит с Эстонией.

## Население
| 2002  | 2010  | 2012  | 2013  | 2014  | 2015  | 2016  |
| ----- | ----- | ----- | ----- | ----- | ----- | ----- |
| 1054  | ↘718  | ↗1033 | ↗1089 | ↗1185 | ↘1174 | ↘1144 |
| 2017  | 2018  | 2019  | 2020  | 2021  |       |       |
| ↗1153 | ↗1164 | ↘1079 | ↗1090 | ↘404  |       |       |

## Населённые пункты
В состав Спицинской волости входят 20 населённых пунктов (деревень):
| №  | Населённый пункт | Тип     | Население, чел. |
| -- | ---------------- | ------- | --------------- |
| 1  | Гаглово          | деревня | ↘9              |
| 2  | Драготина        | деревня | ↘21             |
| 3  | Залахтовье       | деревня | ↘102            |
| 4  | Замогилье        | деревня | ↘44             |
| 5  | Казурино         | деревня | ↘16             |
| 6  | Каменная Стража  | деревня | ↘9              |
| 7  | Кленно           | деревня | ↘1              |
| 8  | Кятицы           | деревня | ↘8              |
| 9  | Мда              | деревня | ↘33             |
| 10 | Новинка          | деревня | ↘15             |
| 11 | Островцы         | деревня | ↘141            |
| 12 | Подборовье       | деревня | ↘39             |
| 13 | Подлипье         | деревня | ↘34             |
| 14 | Подолешье        | деревня | ↘37             |
| 15 | Раскопель        | деревня | ↘28             |
| 16 | Рогачево         | деревня | ↘15             |
| 17 | Рубцовщина       | деревня | ↘11             |
| 18 | Сосно            | деревня | ↘15             |
| 19 | Спицыно          | деревня | ↘137            |
| 20 | Строгино         | деревня | ↘3              |

## История
До 1927 года территория поселения входила в Спицинскую волость Гдовского уезда Санкт-Петербургской (Петроградской) губернии. В 1927 году она вошла в Полновский район Ленинградской области в виде ряда сельсоветов (Сосновского и Островецкого). В ноябре 1928 года Островецкий сельсовет был переименован в Драготинский. В сентябре 1931 года Полновский район был упразднён и эти сельсоветы оказались в Гдовском районе, а в феврале 1935 года Полновский район был восстановлен: в нём появились Гагловский, Драготинский, Низовицкий, Подборовский, Сосновский и другие сельсоветы.
С 1944 года — в составе Полновского района Псковской области.
Указом Президиума Верховного Совета РСФСР от 16 июня 1954 года Гагловский и Сосновский сельсоветы были объединены в Спицинский сельсовет, а Драготинский, Низовицкий и Подборовский сельсоветы были объединены в Островецкий сельсовет.
Указом Президиума Верховного Совета РСФСР от 14 января 1958 года Полновский район был окончательно упразднён и все его сельсоветы переданы в Гдовский район.
Решением Псковского облисполкома от 12 сентября 1959 года Спицинский и Юшкинский сельсоветы были объединены в Луневщинский сельсовет.
Решением Псковского облисполкома от 24 декабря 1959 года Островецкий и Луневщинский сельсоветы были объединены в Спицинский сельсовет.
Решением Псковского облисполкома от 27 августа 1964 года из частей Спицинского и Гдовского сельсоветов был восстановлен Юшкинский сельсовет.
Постановлением Псковского областного Собрания депутатов от 26 января 1995 года все сельсоветы в Псковской области были переименованы в волости, в том числе Спицинский сельсовет был превращён в Спицинскую волость.
Законом Псковской области от 28 февраля 2005 года в границах волости было образовано также муниципальное образование Спицинская волость со статусом сельского поселения с 1 января 2006 года в составе муниципального образования Гдовский район со статусом муниципального района.

## Археология
У деревни Залахтовье находится самый самый крупный могильник восточного побережья Чудского озера. Исследовался К. Д. Трофимовым, А. А. Спицыным, К. В. Кудряшовым, Н. В. Хвощинской. Здесь зафиксировано более 300 курганов, присутствуют и грунтовые  захоронения. Рядом располагалось синхронное поселение. Датировка погребений – от второй пол. I тыс. н. э. до XII – XIII вв. Могильник и поселение в XI – XIII вв. относятся к прибалтийско-финскому населению, вошедшему в состав древнерусской Новгородской земли.